# Richard Brown (homme politique)
Richard Earle Brown, né le 10 septembre 1956 à Charlottetown, est un homme politique canadien, ministre des Communautés, des Terres et de l'Environnement au sein du gouvernement MacLauchlan de 2018 à 2019.
De 2003 à 2019, il représente la circonscription de Charlottetown-Victoria Park à l'Assemblée législative de l'Île-du-Prince-Édouard. Il est réélu en 2007, 2011 et 2015.